# Baungon
Baungon (Bayan ng Baungon) är en kommun i Filippinerna. Kommunen ligger på ön Mindanao, och tillhör provinsen Bukidnon. Folkmängden uppgår till 26 695 invånare.

## Barangayer
Baungon är indelat i 16 barangayer.
| - Balintad - Buenavista - Danatag - Kalilangan - Lacolac - Langaon - Liboran - Lingating | - Mabuhay - Mabunga - Nicdao - Imbatug (Pob.) - Pualas - Salimbalan - San Vicente - San Miguel |